# Rosalyn Lawrence
Pour les articles homonymes, voir Lawrence.
Rosalyn Lawrence (née le 12 juin 1989 à Lismore) est une céiste australienne pratiquant le slalom.

## Biographie
Elle est la sœur des kayakistes Jacqueline Lawrence et Katrina Lawrence.

## Palmarès

### Championnats du monde de canoë-kayak slalom
- 2009 à La Seu d'Urgell,  Espagne
  - 2e en C1, épreuve d'exhibition
- 2011 à Augsbourg,  Autriche
  -  Médaille d'or en C1 (descente)
- 2013 à Prague,  République tchèque
  -  Médaille d'or en C1 par équipe
- 2015 à Londres,  Royaume-Uni
  -  Médaille d'or en C1 par équipe
- 2017 à Pau,  France
  -  Médaille d'argent en C1 par équipe
  -  Médaille de bronze en K1 par équipe
- 2019 à La Seu d'Urgell,  Espagne
  -  Médaille d'or en C1 par équipe